# Radioul Polonez
Radioul Polonez (în poloneză Polskie Radio, acronim PR) este o organizație națională de radiodifuziune de serviciu public din Polonia, fondată în 1925. Este deținut de Trezoreria de Stat a Poloniei. La 27 decembrie 2023, ministrul Culturii și Patrimoniului Național, din cauza dreptului de veto al președintelui asupra finanțării companiei, a pus-o în lichidare.

## Istorie
Radioul Polonez a fost fondat la 18 august 1925 și a început să emită emisiuni regulate din Varșovia la 18 aprilie 1926.
Înainte de cel de-al Doilea Război Mondial, Radioul Polonez a operat un canal național – difuzat din 1931 de la unul dintre cele mai puternice emițătoare cu undă lungă din Europa, situat la Raszyn⁠(d), chiar în afara Varșoviei și distrus în 1939 din cauza invaziei armatei germane – și nouă posturi regionale:
- Cracovia din 15 februarie 1927
- Poznań din 24 aprilie 1927
- Katowice din 4 decembrie 1927
- Wilno din 15 ianuarie 1928
- Lwów din 15 ianuarie 1930 (Polskie Radio Lwów)
- Łódź din 2 februarie 1930
- Toruń din 15 ianuarie 1935
- Warszawa din 1 martie 1937 – cunoscută sub numele de Warszawa II, canalul național devenind Warszawa I de la această dată
- Baranowicze⁠(d) de la 1 iulie 1938

O a zecea stație regională a fost planificată pentru Luțk, dar izbucnirea războiului a făcut să nu mai fie deschisă niciodată.
Invazia Poloniei de către Germania Nazistă și Uniunea Sovietică a dus la distrugerea rețelei în septembrie 1939, difuzarea sa finală fiind o reprezentație a Nocturnei în do diez minor, op. post. de Władysław Szpilman. Ani mai târziu, Szpilman a cântat aceeași piesă la redeschiderea postului.
După război, Radioul Polonez a fost reconstruit cu asistența Armatei Roșii Sovietice, care a considerat radioul ca un mijloc de propagandă. A intrat sub tutela organismului public de radiodifuziune de stat Komitet do Spraw Radiofonii „Polskie Radio” (mai târziu „Polskie Radio i Telewizja” – PRT, Radioteleviziune Poloneză). Acest organism a fost dizolvat în 1992, Polskie Radio SA și Telewizja Polska SA devenind corporații dependente din punct de vedere politic, fiecare dintre acestea fiind admisă ca membru activ deplin al Uniunii Europene de Radio și Televiziune (EBU ) la 1 ianuarie 1993 odată cu fuziunea EBU și Organisation Internationale de Radiodiffusion⁠(d).

## Canale

### Stații naționale
- Programul 1⁠(d) (Jedynka – Unu) – informare și muzică contemporană pentru adulți (LW (225 kHz), FM, DAB+ și radio prin Internet)[5]
- Programul 2 (Dwójka – Doi) – muzică clasică și culturală (FM, DAB+ și internet)[6]
- Programul 3 (Trójka – Trei) – rock, alternativ, jazz și eclectic (FM, DAB+ și internet)[7]
- Polskie Radio 24⁠(d) (PR24) – știri și reviste vorbite (FM, DAB+ și internet)[8]
- Programul 4 (Czwórka – Four) – orientat spre tineret (DAB+ și internet)[9]
- Polskie Radio Chopin⁠(pl)[traduceți] – muzică clasică poloneză (DAB+ și internet)[10]
- Polskie Radio Dzieciom⁠(pl)[traduceți] – programe pentru copii în timpul zilei, reviste pentru părinți seara și muzică jazz noaptea (DAB+ și internet)[11]
- Polskie Radio Kierowców⁠(pl)[traduceți] – muzică și informații pentru șoferi (DAB+ și internet)[12]
- Polskie Radio Rytm⁠(pl)[traduceți] – muzică poloneză (numai pe internet)[13]

### Stații regionale
Polskie Radio operează, de asemenea, 17 posturi de radio regionale (care operează pe FM și DAB+), situate în:
- Białystok (Radio Białystok)
- Bydgoszcz (Radio Pomorza i Kujaw)
- Gdańsk (Radio Gdańsk)
- Katowice (Radio Katowice⁠(d))
- Kielce (Radio Kielce⁠(d))
- Koszalin (Radio Koszalin)
- Kraków (Radio Kraków⁠(d))
- Lublin (Radio Lublin⁠(d))
- Łódź (Radio Łódź)
- Olsztyn (Radio Olsztyn)
- Opole (Radio Opole)
- Poznań (Radio Poznań)
- Rzeszów (Polskie Radio Rzeszów)
- Szczecin (Radio Szczecin)
- Warszawa (Polskie Radio RDC)
- Wrocław (Radio Wrocław)
- Zielona Góra (Radio Zachód)

### Stații în orașe
Polskie Radio are posturi regionale în orașe și anume în:
- Gorzów Wielkopolski – Radio Gorzów
- Lublin – Radio Freee
- Poznań – MC Radio
- Słupsk – Radio Słupsk
- Szczecin – Radio Szczecin Extra
- Wrocław – Radio RAM
- Zielona Góra – Radio Zielona Góra
- Łódź – Radio Łódź Nad Wartą

Toate posturile din orașe, cu excepția Radio Szczecin Extra, sunt difuzate în FM și pe Internet, în timp ce Radio Szczecin Extra este disponibil numai pe Internet și prin DAB+.

### Stații doar digitale
Polskie Radio oferă, de asemenea, posturi regionale doar digitale (toate care operează numai pe Internet și DAB+) în:
- Kielce – Radio Popular (muzică populară) KLOF Magazine⁠(d)
- Cracovia – OFF Radio Kraków (cultural)
- Wrocław – Radio Wrocław Kultura (cultural)
- Opole – Radio Opole 2
- Olsztyn – Radio Warmii i Mazur
- Łódź – Radio Łódź Extra
- Cracovia – Radio Kraków Kultura

### Stații internaționale
- Radio Poland⁠(d) (cunoscut până în ianuarie 2007 sub numele de Radio Polonia) – emisiuni externe în belarusă, engleză, germană, poloneză, rusă și ucraineană – 1386 AM, HotBird 13, DAB+ (în Polonia) și internet[14]

## Topuri muzicale
Polskie Radio Trójka a alcătuit topuri muzicale poloneze din 1982 – într-o epocă înainte de a exista vânzări comerciale sau clasamente de difuzare – făcându-le un record semnificativ de popularitate muzicală în Polonia. Arhivele care datează din 1982 sunt disponibile publicului prin intermediul site-ului web al postului.

## Persoane de seamă asociate cu Polskie Radio
Czesław Miłosz, laureat al Premiului Nobel pentru Literatură în 1980, a lucrat ca programator literar la Radioul Polonez Wilno în 1936.

## Vezi si
- Serviciul extern de radio polonez
- Informacyjna Agencja Radiowa⁠(d)
- Radioteleviziune poloneză
- Posturi de radio din Polonia interbelică
- Narodowa Orkiestra Symfoniczna Polskiego Radia z siedzibą w Katowicach⁠(d)

Posturi de radio comerciale emblematice din Polonia:
- RMF FM⁠(d)
- Radio Zet⁠(d)
- Radio Eska⁠(d)